# 부르그레드

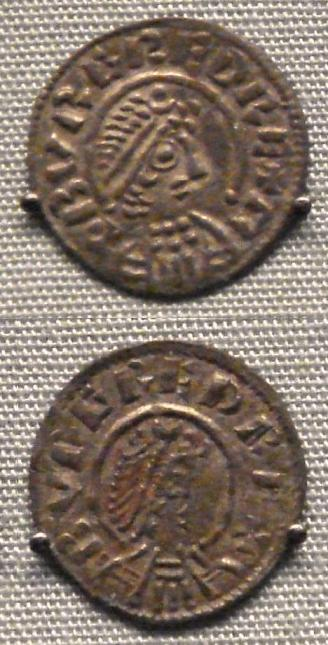
부르그레드 집권기에 발행된 주화.

부르그레드(Burgred, Burhred, Burghred)는 852년부터 874년까지 머시아의 앵글로색슨족 왕이다.

## 가족
부르그레드는 852년에 머시아의 왕이 되었고 전임자인 베오르크트울프와 친척 관계인 것으로 보인다. 853년의 부활절 이후에, 부르그레드는 웨스트 색슨족의 왕 애설울프의 딸 애설스위드와 혼인했다. 이 혼인은 웨식스의 치프넘에 있는 왕궁에서 거행됐다.

## 생애

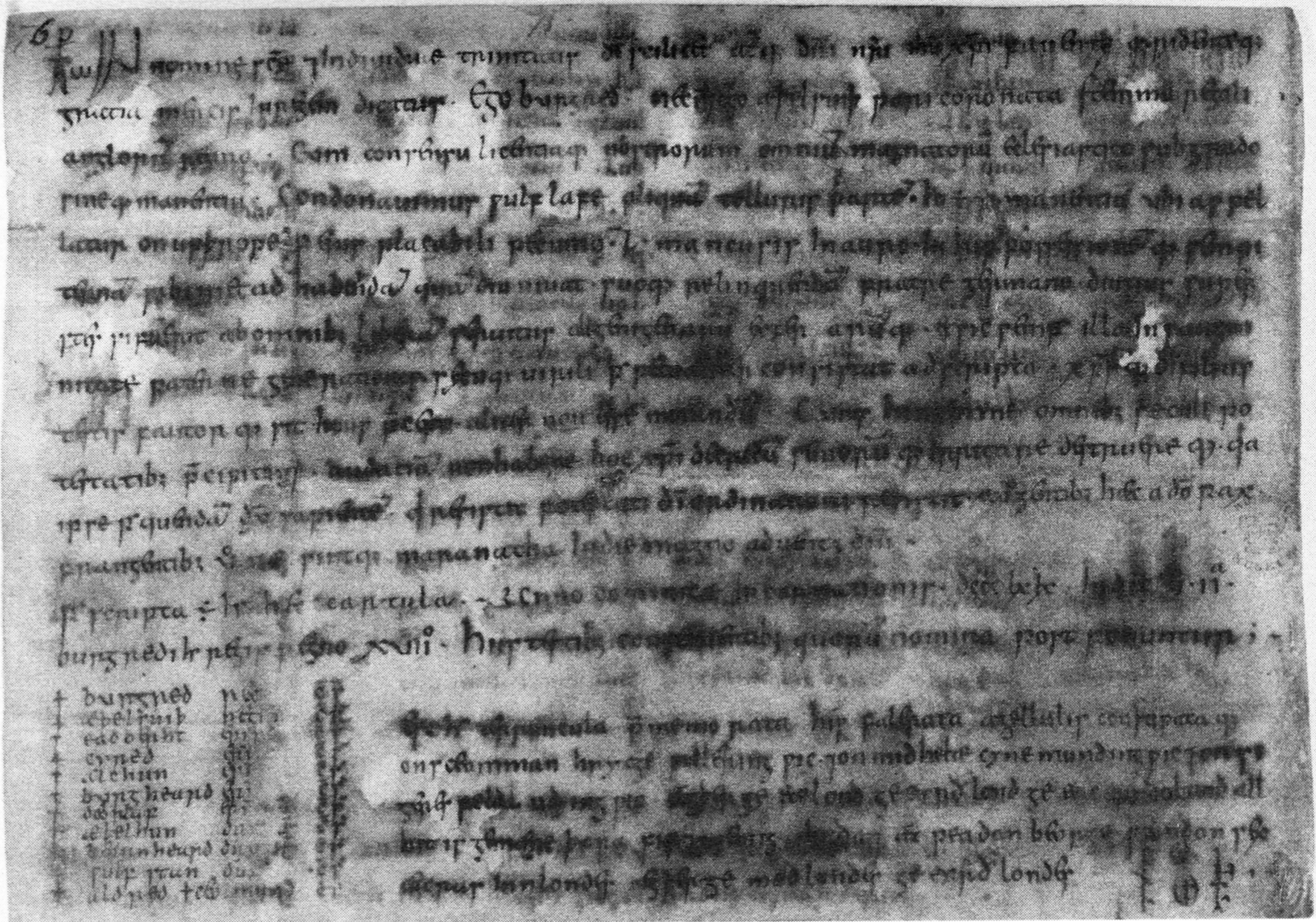
869년의 부르그레드의 인허장

853년에 부르그레드는 웨스트 색슨족의 왕 애설울프에게 전령을 보내, 머시아와 서쪽 바다 사이에 살던 웨일스인들이 자신에 대항하여 반란을 일으키자, 이들을 복속시키는 데 그의 도움을 구했다. 즉시 애설울프 왕은 부르그레드와 같이 웨일스인들에게 달려들어, 반란을 성공적으로 진압했다.
부르그레드가 웨일스의 반란을 진압한 지 22년 뒤인, 865년에 이교도 대군세가 도착했다. 이스트앵글리아와 노섬브리아 정복을 성공시킨 이들은 머시아를 가로 질러, 867년에 노팅엄에 도달했다. 이러자 부르그레드는 바이킹들에 맞서고자 처남들인 애설레드 1세와 알프레드에게 도움을 요청했다. 웨식스와 머시아 연합군은 부르그레드가 바이킹들을 돈으로 구워삶아, 격렬한 전투를 벌이지는 않았다. 874년에 린제이에서 렙턴에서 온 바이킹들은 탬워스를 약탈한 뒤, 부르그레드를 왕국에서 내쫓았다.
부르그레드가 떠난 뒤, 바이킹들은 머시아인 케오울프를 부르그레드를 대신하도록 임명했고, 자신들에게 충성을 맹세할 것을 요구했다. 부르그레드는 로마로 피신했고 그곳에서 사망했다. 앵글로색슨 연대기에 따르면, 그는 로마에 있는 "잉글랜드인의 교육시설인 산타 마리아 교회" (오늘날 산토 스피리토 인 사시아)에 묻혔다고 한다.
부르그레드 통치기의 주화들이 계속해서 발견되고 있지만 부르그레드 주화는 흔치 않다. 1998년에 부르그레드 주화들이 있는 돈무더기를 밴버리성 인근에서 버밍엄 대학교의 고고학 팀이 발견하기도 했다.

## 참고 문헌
- Anglo-Saxon Chronicle: MS A v. 3, Janet Bately (ed.), Brewer, Rochester (NY) 1986, ISBN 0-85991-103-9.